# Shai Gilgeous-Alexander
Shai Gilgeous-Alexander (* 12. července 1998 Toronto) je kanadský basketbalista. Měří 198 cm a hraje na postu rozehrávače nebo křídla. Je známý také pod zkratkou SGA.
Začínal ve středoškolských týmech St. Thomas More Catholic Secondary School a Sir Allan MacNab Secondary School v Hamiltonu. V roce 2016 získal s kanadským výběrem stříbrnou medaili na americkém šampionátu do 18 let. Pak odehrál sezónu za univerzitní tým Kentucky Wildcats, kde byl vyhlášen nejužitečnějším hráčem Jihovýchodní konference National Collegiate Athletic Association. Od roku 2018 působil v americké National Basketball Association v klubu Los Angeles Clippers. O rok později přestoupil do Oklahoma City Thunder. V roce 2024 s nimi vyhrál Severozápadní divizi a postoupil do semifinále konference. V letech 2023 a 2024 byl nominován do základní sestavy NBA All-Star Game.
S kanadskou reprezentací získal bronzovou medaili na mistrovství světa v basketbalu mužů 2023. Stal se nejefektivnějším hráčem a byl zařazen do nejlepší pětky mistrovství. Startoval také na Letních olympijských hrách 2024, kde Kanaďané obsadili páté místo. S průměrem 21 bodů na zápas byl druhým nejlepším střelcem olympijského turnaje.
Jeho otec Vaughn Alexander byl středoškolským mistrem Toronta v košíkové, matka Charmaine Gilgeousová pochází z Antiguy, kterou reprezentovala v běhu na 400 m na olympiádě v roce 1992. Jeho bratrancem je hráč NBA Nickeil Alexander-Walker.
V roce 2023 získal Northern Star Award pro kanadského sportovce roku.